# Calcio Catania 2001-2002
Questa pagina raccoglie i dati riguardanti il Calcio Catania nelle competizioni ufficiali della stagione 2001-2002.

## Stagione
Nella stagione 2001-2002 il Catania disputa il girone B del campionato di Serie C1, raccoglie 58 punti con il terzo posto di classifica. Sale in Serie B direttamente l'Ascoli, sale anche il Catania che vince i playoff, superando in semifinale il Pescara e nella finale il Taranto. Dopo quindici anni la squadra etnea del patron Riccardo Gaucci torna così in Serie B. Allenata nelle prime sedici giornate del torneo da Aldo Ammazzalorso, che chiude la sua esperienza a dicembre con la squadra etnea in quinta posizione con 26 punti, e poi dal 23 dicembre da Pietro Vierchowod, che resta in sella fino a metà aprile, le ultime quattro partite del campionato ed i playoff sono guidati da Francesco Graziani. Il miglior marcatore stagionale dei rossoazzurri è stato Eddy Baggio con 18 reti, è arrivato in doppia cifra con 10 centri anche Massimo Cicconi. Nella Coppa Italia il Catania ad agosto disputa l'ottavo gruppo di qualificazione, che ha promosso l'Empoli. Nella Coppa Italia di Serie C il Catania entra in scena nei sedicesimi di finale, ma viene subito estromesso nel doppio confronto dal Catanzaro.

## Divise e sponsor
La maglia del Catania è rosso-azzurra con calzoncini blù. Sulle maglie lo Sponsor è SP Energia Siciliana, mentre lo sponsor tecnico è Galex.

## Rosa
| N. |                   | Ruolo | Calciatore              |
| -- | ----------------- | ----- | ----------------------- |
|    | Italia (bandiera) | P     | Gennaro Iezzo           |
|    | Italia (bandiera) | P     | Gianni Marco Sansonetti |
|    | Italia (bandiera) | D     | Giuseppe Baronchelli    |
|    | Italia (bandiera) | D     | Alessandro Cagnale      |
|    | Italia (bandiera) | D     | Massimo Demartis        |
|    | Italia (bandiera) | D     | Simone Farina           |
|    | Italia (bandiera) | D     | Enrico Franchi          |
|    | Iran (bandiera)   | D     | Alì Lolli               |
|    | Italia (bandiera) | D     | Michelangelo Minieri    |
|    | Italia (bandiera) | D     | Gennaro Monaco          |
|    | Italia (bandiera) | D     | Marco Ogliari           |
|    | Italia (bandiera) | D     | Michele Zeoli           |
|    | Italia (bandiera) | D     | Pietro Varriale         |
|    | Italia (bandiera) | C     | Andrea Bussi            |
|    | Italia (bandiera) | C     | Luca Amoruso            |

| N. |                           | Ruolo | Calciatore                  |
| -- | ------------------------- | ----- | --------------------------- |
|    | Italia (bandiera)         | C     | Michele Fini                |
|    | Italia (bandiera)         | C     | Claudio Bonomi              |
|    | Italia (bandiera)         | C     | Davide Cordone              |
|    | Italia (bandiera)         | C     | Marco Bonura                |
|    | Italia (bandiera)         | C     | Roberto Breda               |
|    | Italia (bandiera)         | C     | Roberto Corradi             |
|    | Italia (bandiera)         | C     | Marco Napolioni             |
|    | Italia (bandiera)         | C     | Alessandro Pane             |
|    | Italia (bandiera)         | A     | Eddy Baggio                 |
|    | Italia (bandiera)         | A     | Massimo Cicconi             |
|    | Argentina (bandiera)      | A     | Cèsar Maximiliano Grabinski |
|    | RD del Congo (bandiera)   | A     | Christian Kanyengele        |
|    | Costa d'Avorio (bandiera) | A     | Luc Edouard Lasme           |
|    | Italia (bandiera)         | A     | Umberto Marino              |
|    | Italia (bandiera)         | A     | Ignazio Panatteri           |

## Risultati

### Campionato

#### Girone di andata
| Arbitro: | Liberti (Genova) |

|                                  |           |           |
| Cordone 21’ E. Baggio 66’ (rig.) | Marcatori | 53’ Manni |

| Arbitro: | Bergonzi (Genova) |

|            |           |          |
| Udassi 16’ | Marcatori | 29’ Fini |

| Arbitro: | Cenni (imola) |

|                          |           |  |
| Cicconi 3’ E. Baggio 41’ | Marcatori |  |

| Arbitro: | Belloli (Bergamo) |

|           |           |             |
| Nassi 23’ | Marcatori | 73’ Corradi |

| Arbitro: | Girardi (San Donà di Piave) |

|            |           |                         |
| Fanesi 45’ | Marcatori | 44’ Fini 74’ Kanyengele |

| Arbitro: | Tonolini (Milano) |

|                              |           |                                      |
| Baggio 37’ (rig.) Bonura 64’ | Marcatori | 23’, 45’ (rig.) Manca 67’ Zaccagnini |

| Arbitro: | M. Mazzoleni (Bergamo) |

|  |           |                     |
|  | Marcatori | 25’ (rig.)E. Baggio |

| Arbitro: | Banti (Livorno) |

|                        |           |  |
| Fini 16’ U. Marino 88’ | Marcatori |  |

| Arbitro: | De Marco (Chiavari) |

|            |           |  |
| Riganò 22’ | Marcatori |  |

| Catania 4 novembre 2001 10ª giornata | Catania           | 0 – 0 | Viterbese | Stadio Cibali\| Arbitro: \| Ferraro (Crotone) \| |
| Arbitro:                             | Ferraro (Crotone) |       |           |                                                  |

| Giulianova 11 novembre 2001 11ª giornata | Giulianova                  | 0 – 0 | Catania | Stadio Rubens Fadini\| Arbitro: \| Girardi (San Donà di Piave) \| |
| Arbitro:                                 | Girardi (San Donà di Piave) |       |         |                                                                   |

| Arbitro: | Cenni (Imola) |

|                           |           |  |
| E. Baggio 35’ Cicconi 83’ | Marcatori |  |

| Arbitro: | Carlucci (Molfetta) |

|  |           |                |
|  | Marcatori | 75’ A. Morello |

| Chieti 2 dicembre 2001 14ª giornata | Chieti                 | 0 – 0 | Catania | Stadio Guido Angelini\| Arbitro: \| M. Mazzoleni (Bergamo) \| |
| Arbitro:                            | M. Mazzoleni (Bergamo) |       |         |                                                               |

| Arbitro: | Lambertini (Bologna) |

|                       |           |  |
| Cordone 1’ Cicconi 5’ | Marcatori |  |

| Arbitro: | Ioseffi (Siena) |

|                     |           |             |
| M. Baldini 55’, 78’ | Marcatori | 82’ Cicconi |

| Arbitro: | Romeo (Verona) |

|                                |           |              |
| E. Baggio 37’, 38’, 73’ (rig.) | Marcatori | 51’ Bembuana |

#### Girone di ritorno
| Arbitro: | Niccolai (Livorno) |

|                  |           |  |
| Manni 87’ (rig.) | Marcatori |  |

| Arbitro: | Squillace (Catanzaro) |

|                       |           |               |
| Cicconi 49’ Zeoli 91’ | Marcatori | 77’ De Amicis |

| Arbitro: | Brunialti (Trento) |

|                                 |           |                     |
| Bocchini 50’ Ranalli 63’ (rig.) | Marcatori | 45+2’ (rig.)Cicconi |

| Arbitro: | Liberti (Genova) |

|                                     |           |           |
| Kanyengele 45’ Cicconi 90+2’ (rig.) | Marcatori | 84’ Perra |

| Catania 3 febbraio 2002 22ª giornata | Catania        | 0 – 0 | Pescara | Stadio Cibali\| Arbitro: \| Romeo (Verona) \| |
| Arbitro:                             | Romeo (Verona) |       |         |                                               |

| Arbitro: | Girardi (San Donà di Piave) |

|  |           |                      |
|  | Marcatori | 61’ (rig.) E. Baggio |

| Arbitro: | P.S. Mazzoleni (Bergamo) |

|                                         |           |  |
| E. Baggio 27’ Cicconi 65’ Cordone 90+1’ | Marcatori |  |

| Arbitro: | Tonolini (Milano) |

|  |           |             |
|  | Marcatori | 71’ Cordone |

| Arbitro: | Bergonzi (Genova) |

|                                    |           |  |
| L. Amoruso 41’ Fini 51’ Bonomi 72’ | Marcatori |  |

| Arbitro: | Banti (Livorno) |

|                |           |  |
| Martinetti 27’ | Marcatori |  |

| Arbitro: | Giannoccaro (Lecce) |

|                    |           |                     |
| E. Baggio 56’, 65’ | Marcatori | Califano 82’ (rig.) |

| Arbitro: | Mariuzzo (Venezia) |

|              |           |                                     |
| Belmonte 14’ | Marcatori | 10’, 17’, 68’ E. Baggio 63’ Cicconi |

| Arbitro: | Brighi (Cesena) |

|                |           |  |
| A. Morello 73’ | Marcatori |  |

| Arbitro: | Girardi (San Donà di Piave) |

|               |           |                                       |
| E. Baggio 43’ | Marcatori | 59’ (aut.) Baronchelli 90+2’ Zattarin |

| Arbitro: | Bergonzi (Genova) |

|              |           |                 |
| D. Russo 55’ | Marcatori | 32’ Baronchelli |

| Arbitro: | De Marco (Chiavari) |

|                    |           |             |
| E. Baggio 47’, 68’ | Marcatori | 72’ M. Sala |

| Arbitro: | M. Mazzoleni (Bergamo) |

|             |           |  |
| Cinelli 80’ | Marcatori |  |

### Playoff
| Arbitro: | Carlucci (Molfetta) |

|           |           |  |
| Suppa 79’ | Marcatori |  |

| Arbitro: | Bergonzi (Genova) |

|             |           |  |
| Cicconi 45’ | Marcatori |  |

| Arbitro: | Brighi (Cesena) |

|          |           |  |
| Fini 49’ | Marcatori |  |

| Taranto 9 giugno 2002 Finale - Ritorno | Taranto                  | 0 – 0 | Catania | Stadio Erasmo Iacovone\| Arbitro: \| P.S. Mazzoleni (Bergamo) \| |
| Arbitro:                               | P.S. Mazzoleni (Bergamo) |       |         |                                                                  |

### Coppa Italia

#### Girone 8
| Arbitro: | Dattilo (Locri) |

|                                                 |           |  |
| Vignaroli 17’ (rig.) Campedelli 34’ Mascara 51’ | Marcatori |  |

| Arbitro: | Morganti (Ascoli Piceno) |

|             |           |            |
| Cordone 62’ | Marcatori | 16’ Tavano |

| Arbitro: | Racalbuto (Gallarate) |

|  |           |            |
|  | Marcatori | 86’ Pompei |

### Coppa Italia Serie C
| Arbitro: | Angrisani (Salerno) |

|                               |           |  |
| De Sanzo 26’ Novembrino 90+1’ | Marcatori |  |

| Arbitro: | Herberg (Messina) |

|                                  |           |           |
| Cordone 35’ Grabinski 44’ (rig.) | Marcatori | 1’ Alfano |